# Langur posiwiały
Langur posiwiały (Presbytis thomasi) – gatunek ssaka naczelnego z podrodziny gerez w obrębie rodziny koczkodanowatych.
Występuje endemicznie na Sumatrze Północnej w Indonezji. Jego naturalnym środowiskiem są subtropikalne lub tropikalne lasy suche. Gatunek narażony na wyginięcie z powodu utraty naturalnych siedlisk.

## Tryb życia
Większość dnia spędzają w grupach, odpoczywając, żerując lub przemieszczając się. Grupy te składają się zwykle z pięciu samic i jednego samca, ale zdarzają się też małe grupy samców lub pojedyncze samice żyjące samotnie. Samice preferują mniejsze grupy ze względu na mniejsze ryzyko dzieciobójstwa. W grupach istnieje hierarchia dominacji, której podlegają zarówno samice, jak i samce. Uważa się, że pozycja osobnika w hierarchii może zależeć od jego wieku lub zdolności do samoobrony przed resztą grupy. Średnia długość życia wynosi 20 lat, a w niewoli do 29 lat.

## Morfologia
Długość ciała: 42–62 cm, długość ogona: 50–85 cm, średnia masa dorosłych samic: 6,69 kg, a w przypadku samców 6,67 kg.